# Антон Гогенцоллерн-Зигмаринген
Антон Эгон Карл Фридрих Гогенцолерн (нем. Anton Egon Karl Friedrich von Hohenzollern; 7 октября 1841, Зигмаринген — 5 августа 1866, Кёнигинхоф) — принц Гогенцоллерн-Зигмаринген, офицер прусской армии.

## Биография
Антон — сын князя Карла Антона Гогенцоллерн-Зигмарингена, премьер-министра Пруссии, и его супруги Жозефины Баденской, дочери великого герцога Карла Баденского. Его брат Кароль впоследствии стал королём Румынии, сестра Стефания — королевой Португалии. Кандидатура брата Леопольда на испанский трон стала поводом начала Франко-прусской войны.
В 1859 году Антон поступил на службу в прусскую армию в звании второго лейтенанта 1-го гвардейского пехотного полка. Путешествовал на Востоке. Принимал участие в австро-прусской войне, воевал в Штауденце, Буркерсдорфе и Кёнигинхофе. В битве при Садове у деревни Росбериц получил тяжёлое ранение в бедро. С поля боя его вынес будущий генерал-фельдмаршал Ремус фон Войрш. Его взяли в плен австрийцы, когда Войрш перевязывал раздробленное колено принца, но вскоре его освободили. Спустя 33 дня принц Антон умер от полученных ранений в лазарете в Кёнигинхофе. Похоронен в 1888 году в Вильмерсдорфе под Берлином.